# قسطنطين أكوستا دافيلا
قسطنطين أكوستا دافيلا هو سياسي مكسيكي، ولد في 12 أغسطس 1972 في ولاية مكسيكو في المكسيك. نشط حزبياً في حزب العمل الوطني. وقد انتخب عضو مجلس النواب المكسيك ‏.